# Machettira Raju Poovamma
Machettira Raju Poovamma, spesso accreditata come M. R. Poovamma (Gonikoppal, 5 giugno 1990), è una velocista indiana, specializzata nei 400 metri piani.
Ha vinto numerosi titoli del continente asiatico ed ha, inoltre, partecipato ai Giochi olimpici di Rio de Janeiro 2016.

## Palmarès
| Anno | Manifestazione                    | Sede           | Evento            | Risultato  | Prestazione | Note              |
| ---- | --------------------------------- | -------------- | ----------------- | ---------- | ----------- | ----------------- |
| 2005 | Mondiali allievi                  | Marrakech      | Staffetta svedese | Batteria   | 2'13"56     |                   |
| 2006 | Mondiali juniores                 | Pechino        | 400 m piani       | Batteria   | 56"39       |                   |
| 2006 | Mondiali juniores                 | Pechino        | 4×400 m           | Batteria   | 3'45"42     |                   |
| 2007 | Mondiali allievi                  | Ostrava        | 400 m piani       | 7ª         | 55"49       |                   |
| 2007 | Mondiali allievi                  | Ostrava        | Staffetta svedese | 5ª         | 2'10"18     |                   |
| 2007 | Giochi asiatici indoor            | Macao          | 400 m piani       | Batteria   | 56"79       |                   |
| 2007 | Giochi asiatici indoor            | Macao          | 4×400 m piani     | Bronzo     | 3'41"09     |                   |
| 2008 | Mondiali juniores                 | Bydgoszcz      | 400 m piani       | Batteria   | 57"94       |                   |
| 2008 | Mondiali juniores                 | Bydgoszcz      | 4×400 m           | Batteria   | 3'44"13     |                   |
| 2008 | Giochi del Commonwealth giovanili | Pune           | 400 m piani       | Argento    | 55"17       |                   |
| 2008 | Giochi del Commonwealth giovanili | Pune           | 4×400 m           | Oro        | 3'42"02     |                   |
| 2013 | Campionati asiatici               | Pune           | 400 m piani       | Argento    | 53"37       |                   |
| 2013 | Campionati asiatici               | Pune           | 4×400 m           | Oro        | 3'32"26     |                   |
| 2013 | Mondiali                          | Mosca          | 4×400 m           | Batteria   | 3'38"81     |                   |
| 2014 | Giochi del Commonwealth           | Glasgow        | 400 m piani       | Semifinale | 52"88       |                   |
| 2014 | Giochi del Commonwealth           | Glasgow        | 4×400 m           | Finale     | dq          |                   |
| 2014 | Giochi asiatici                   | Incheon        | 400 m piani       | Bronzo     | 52"36       |                   |
| 2014 | Giochi asiatici                   | Incheon        | 4×400 m           | Oro        | 3'28"68     | Record dei Giochi |
| 2015 | Campionati asiatici               | Wuhan          | 400 m piani       | Argento    | 53"07       |                   |
| 2015 | Campionati asiatici               | Wuhan          | 4×400 m           | Argento    | 3'33"81     |                   |
| 2015 | Mondiali                          | Pechino        | 4×400 m           | Batteria   | 3'29"08     |                   |
| 2016 | Giochi dell'Asia meridionale      | Guwahati       | 400 m piani       | Oro        | 54"1h       |                   |
| 2016 | Giochi dell'Asia meridionale      | Guwahati       | 4×400 m           | Oro        | 3'35"44     |                   |
| 2016 | Giochi olimpici                   | Rio de Janeiro | 4×400 m           | Batteria   | 3'29"53     |                   |
| 2017 | Campionati asiatici               | Bhubaneswar    | 400 m piani       | 4ª         | 53"36       |                   |
| 2017 | Campionati asiatici               | Bhubaneswar    | 4×400 m           | Oro        | 3'31"34     |                   |
| 2017 | Mondiali                          | Londra         | 4×400 m           | Batteria   | dq          |                   |
| 2018 | Giochi del Commonwealth           | Gold Coast     | 400 m piani       | Batteria   | 53"72       |                   |
| 2018 | Giochi del Commonwealth           | Gold Coast     | 4×400 m           | 7ª         | 3'33"61     |                   |
| 2018 | Giochi asiatici                   | Giacarta       | 4×400 m           | Oro        | 3'28"72     |                   |
| 2018 | Giochi asiatici                   | Giacarta       | 4×400 m misti     | Oro        | 3'15"71     |                   |
| 2019 | Campionati asiatici               | Doha           | 400 m piani       | Bronzo     | 53"21       |                   |
| 2019 | Campionati asiatici               | Doha           | 4×400 m           | Argento    | 3'32"21     |                   |
| 2019 | Campionati asiatici               | Doha           | 4×400 m misti     | Argento    | 3'16"47     |                   |
| 2019 | Mondiali                          | Doha           | 4×400 m           | Batteria   | 3'29"42     |                   |
| 2024 | World Relays                      | Nassau         | 4×400 m           | Batteria   | 3'29"74     |                   |
| 2024 | Giochi olimpici                   | Parigi         | 4×400 m           | Batteria   | 3'32"51     |                   |